# Interalliierte Siegesmedaille (Tschechoslowakei)

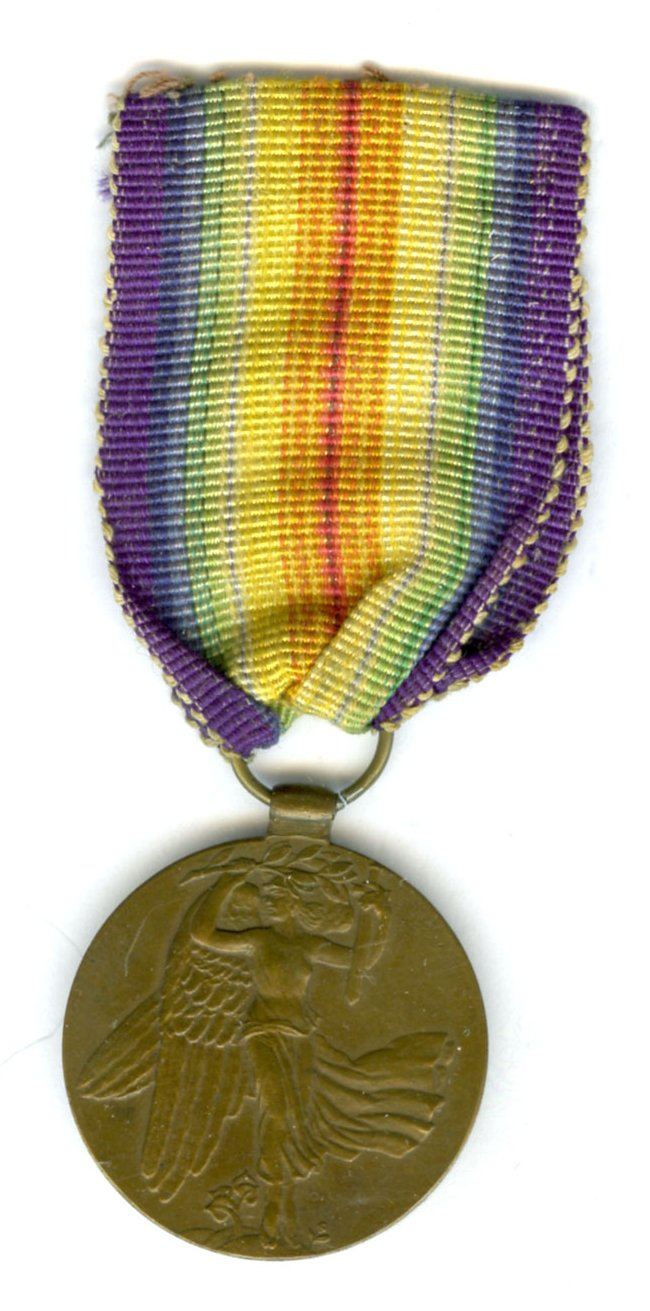
Vorderseite der Medaille

Die Interalliierte Siegesmedaille (cz. Mezispojenecká medaile za vítězství) wurde am 24. Januar 1919 von der tschechoslowakischen Regierung in Anlehnung zu den Siegesmedaillen anderer Länder in Erinnerung an den Sieg der Entente des Ersten Weltkrieges gestiftet, offiziell genehmigt wurde sie dann am 10. April 1920. Sie war damit eine von insgesamt elf Interalliierten Siegesmedaillen. Ihre Verleihungsanzahl belief sich auf etwa 89.500 Personen.

## Aussehen und Trageweise
Der tschechoslowakische Entwurf der Medaille geht dabei auf Otakar Španiel zurück. Die bronzene Medaille zeigt auf ihrem Avers mittig die Siegesgöttin Victoria, die in der tschechoslowakischen Variante der Medaille in ihrer linken Hand ein Schwert in der Scheide zeigt sowie in der rechten Hand einen emporgestreckten Lorbeerzweig. Das Revers zeigt dagegen das kleine Staatswappen der Tschechoslowakei umschlossen von der Umschrift SVĚTOVÁ VÁLKA (oben) ZA CIVILIZACI (unten). (Der Welt-Krieg für die Zivilisation). Selbiger Spruch findet sich auf allen Siegesmedaillen in entsprechender Landessprache. Einzige Ausnahme bildet dabei die portugiesische. Vom mittigen Wappen ausgehend ist ein Spruchband mit den Jahreszahlen 1914 (links) und 1918 (rechts) zu sehen.
Getragen wurde die Medaille an einem regenbogenfarbenen Band an der linken oberen Brustseite des Beliehenen, das bei der tschechoslowakischen Variante mit Blau beginnt und zur Mitte hin Gelb-Orange-Rot verläuft. Die Farbe rot ist dabei die mittige Farbe, von der aus zur rechte Seite der Farbverlauf zum Blau wiederholt wird.

## Träger der Medaille (Auswahl)
- Sergěj Ingr
- Alois Vicherek
- Karel Janoušek
- Jan Syrový
- Josef Šnejdárek
- Alois Eliáš
- Karel Kutlvašr
- Vojtěch Luža
- Rudolf Medek
- František Slunečko
- Oleg Svátek
- Hugo Vojta
- Radola Gajda
- Otakar Husák
- Ludvík Svoboda